# ME:I
ME:I（ミーアイ）は、日本の11人組ガールズグループ。所属事務所はLAPONE GIRLS。公式ファンネームはYOU:ME（ユーミー）。

## 概要
過去に「JO1」「INI」が誕生した日本最大級のサバイバルオーディション番組「PRODUCE 101 JAPAN」シリーズの第3弾、シリーズ初のガールズ版「PRODUCE 101 JAPAN THE GIRLS」で選ばれた最終デビュー組の11名から結成され、2024年4月17日に、シングル『MIRAI』より「Click」でデビュー。
グループ名「ME:I」には『皆から愛されるアイドル、未来に向かって共に進んでいく、未来のアイドル』という意味が込められている。

## メンバー
- 順位は『PRODUCE 101 JAPAN THE GIRLS』でのデビュー評価最終順位

| 活動名                | 本名        | 本名            | 本名            | 生年月日               | 出身地             | 身長     | 血液型 | メンバーカラー | ME:EYE's | ME:EYE's   | 備考                                                   | 順位 |
| 活動名                | 漢字        | よみ            | ローマ字        | 生年月日               | 出身地             | 身長     | 血液型 | メンバーカラー | ローマ字 | よみ       | 備考                                                   | 順位 |
| --------------------- | ----------- | --------------- | --------------- | ---------------------- | ------------------ | -------- | ------ | -------------- | -------- | ---------- | ------------------------------------------------------ | ---- |
| COCORO ココロ 코코로  | 加藤 心     | かとう こころ   | Kato Kokoro     | 2000年11月1日（24歳）  | 愛知県             | 166 cm   | O型    | ライトブルー   | CORON    | コロン     | 2025年3月29日より治療と休養に 専念のため当面活動休止。 | 11位 |
| MIU ミウ 미우         | 櫻井 美羽   | さくらい みう   | Sakurai Miu     | 2002年1月11日（23歳）  | 愛知県             | 162.5 cm | O型    | ラベンダー     | ME:U     | ミャゥ     | [ 注 4 ]                                               | 4位  |
| MOMONA モモナ 모모나  | 笠原 桃奈   | かさはら ももな | Kasahara Momona | 2003年10月22日（21歳） | 神奈川県           | 163 cm   | A型    | ブラック       | MO:NA    | モナ       | リーダー                                               | 1位  |
| RAN ラン 란           | 石井 蘭     | いしい らん     | Ishii Ran       | 2004年8月7日（21歳）   | 埼玉県             | 162 cm   | O型    | レッド         | RA:ME    | ラミー     | サブリーダー 2025年7月1日より一時活動休止中。          | 9位  |
| SHIZUKU シヅク 시즈쿠 | 飯田 栞月   | いいだ しづく   | Iida Shizuku    | 2004年12月4日（20歳）  | 東京都             | 160 cm   | A型    | ホワイト       | TSUKI    | ツキ       | [ 注 7 ]                                               | 7位  |
| AYANE アヤネ 아야네   | 高見 文寧   | たかみ あやね   | Takami Ayane    | 2005年5月15日（20歳）  | 岩手県             | 158 cm   | O型    | イエロー       | ME:YANE  | ミャヤネ   |                                                        | 3位  |
| KEIKO ケイコ 케이코   | 清水 恵子   | しみず けいこ   | Shimizu Keiko   | 2005年11月27日（19歳） | 愛知県             | 160 cm   | A型    | シルバー       | K:NYAN   | ケーニャン |                                                        | 8位  |
| KOKONA ココナ 코코나  | 佐々木 心菜 | ささき ここな   | Sasaki Kokona   | 2006年1月30日（19歳）  | 三重県             | 165 cm   | O型    | パープル       | KOKO:NYA | ココニャ   |                                                        | 6位  |
| RINON リノン 리논     | 村上 璃杏   | むらかみ りのん | Murakami Rinon  | 2006年9月30日（18歳）  | 岡山県久米郡美咲町 | 165 cm   | O型    | ビビッドピンク | RI:NYAN  | リニャン   |                                                        | 2位  |
| SUZU スズ 스즈        | 山本 すず   | やまもと すず   | Yamamoto Suzu   | 2006年12月16日（18歳） | 東京都             | 164 cm   | A型    | パステルピンク | BE:LLE   | ベル       |                                                        | 5位  |
| TSUZUMI ツヅミ 츠즈미 | 海老原 鼓   | えびはら つづみ | Ebihara Tsuzumi | 2007年1月22日（18歳）  | 神奈川県           | 158 cm   | 不明   | オレンジ       | TU:ME    | チュミ     | 2024年8月3日より長期活動休止中。                       | 10位 |

## グループの特徴
公式ファンネームは「YOU:ME（ユーミー）」。2023年12月18日、ME:Iの公式サイトでファンネームを募集することが発表され、ファンクラブにおいて12月22日まで募集が行われた。2024年1月14日、ME:Iの公式YouTubeチャンネルにアップされた動画の中で3つ挙がった候補の中から話し合いの結果「YOU:ME」に決定した。「『ME:Iがファンの皆さんにYOU:ME（ユメ）を与える』、『YOU（ファン）、ME（メンバー）』で『ME:Iのメンバーとファンが一緒に歩んでいく』」という意味が込められている。
公式キャラクターは猫の「ME:EYE（ミャイ）」。2024年3月10日、ME:Iの公式YouTubeチャンネルにアップされた動画内で、ME:Iの公式キャラクターとME:Iメンバーが初対面、多数決の結果「ME:EYE」に決定した。同年7月11日、メンバーごとのキャラクター『ME:EYE's（ミャイズ）』が誕生、さらにそれぞれのキャラクターネームを募集開始、7月30日に各キャラクターの名前を発表。
定番の挨拶は「Click! ME:Iです」。

## 経歴

### 2023年：PRODUCE 101 JAPAN THE GIRLS
10月5日、オーディション番組『PRODUCE 101 JAPAN THE GIRLS』がLeminoにて配信開始。「PRODUCE 101 JAPAN」シリーズ史上最多の応募総数となる約14000人の中から練習生として101人に絞られ番組はスタートした。
12月16日、『PRODUCE 101 JAPAN THE GIRLS』の最終回をTBSにて生放送。デビューメンバーとなる11人、及びグループ名を発表。ME:I OFFICIAL SITE、OFFICIAL FANCLUBがオープン。

### 2024年：デビュー、初のファンコンサート、大型フェス初出演、レコ大新人賞、紅白歌合戦初出場
1月14日、公式YouTubeチャンネルにおいて公式ファンネームが「YOU:ME（ユーミー）」に決定。
1月15日、公式YouTubeチャンネルに、ME:Iとなって初のパフォーマンス動画『LEAP HIGH! 〜明日へ、めいっぱい〜 Dance Practice 11 ver.』を公開し、公開開始から約8時間で再生回数100万回を突破した。
2月15日、所属事務所がLAPONEエンタテインメントからその新法人・LAPONE GIRLSに異動。
2月22日、『ViVi 4月号（講談社）』で初めて雑誌の表紙を飾る。表紙を飾ったViVI4月号通常版は、発売から異例のスピードで完売した。
2月24日、Weiboオフィシャルアカウントを開設。
2月26日、公式キャラクター『ME:EYE（ミャイ）』を発表。同日、グループのリーダーにMOMONA（笠原桃奈）が、サブリーダーにRAN（石井蘭）がそれぞれ就任したことを発表した。さらに『ME:I OFFICIAL STORE』がオープン。
3月2日、国立代々木競技場第一体育館で開催された『第38回マイナビ東京ガールズコレクション2024 SPRING/SUMMER』に登場、スペシャルライブでME:Iとして初のパフォーマンスを披露。『LEAP HIGH! 〜明日へ、めいっぱい〜』と『&ME』を歌唱した。
3月7日 - 4月11日、グループ初となる冠番組『ME:Iの夢みたい!』をLeminoにて独占無料配信（冠番組決定の『エピソード0』は2月29日に配信）。
3月15日、プライベートメール配信サービス「ME:I Mail」がスタート。
3月25日、デビュー曲『Click』をデジタルリリース、ミュージック・ビデオを公開。公開開始から約21時間で再生回数260万回を突破、YouTube急上昇ランク1位を記録。さらに公開開始から4日間で再生回数1000万回を突破した。
3月27日 - 4月14日、初のファンコンサート『2024 ME:I LAUNCHING SHOW ME:ICONIC』を東京と大阪の2都市全9公演で開催、計6.5万人を動員した。また、最終公演は国立代々木競技場第一体育館で行われた。
4月1日、『CDTVライブ!ライブ!』4時間半スペシャル（TBS系列）に出演。デビュー曲『Click』、さらに『LEAP HIGH! 〜明日へ、めいっぱい〜』の2曲をメドレーで披露し、テレビ初歌唱を果たした。
4月2日、ME:Iの公式アプリをリリース。
4月3日、NTTドコモ「Galaxy S24 Ultra」でテレビCMに初出演。同CMではデビュー曲『Click』がCMソングに起用された。
4月6日、NHKラジオ第1『古家正亨のPOP★A』にメンバー11人全員で出演。以降数々のラジオ番組へのプロモーションを開始。4月15日から4月18日までの4日間は、地上波初の冠ラジオ番組となる文化放送『ME:Iのレコメン!Click』を放送。
4月11日、韓国の音楽番組「M COUNTDOWN」に初出演。
4月17日、デビューシングル『MIRAI』を発売。初週20万枚以上を売り上げ、4月29日付の最新「オリコン週間シングルランキング」で初登場1位を獲得。5月10日、日本レコード協会・ゴールドディスク『プラチナ』に認定される。
5月11日・12日、Kカルチャーフェス『KCON』の日本公演『KCON JAPAN 2024』に初出演。
5月13日、日本テレビ系のキャンペーン「Good For the Planet ウィーク（#グップラ）」のグップラデジタルサポーターにME:Iが就任。「グップラ（地球のため、未来のために持続可能な取り組み）」なことを提案し、視聴者とともに「地球のため、未来のため、より良い暮らしのために今できること」について考えるキャンペーンをデジタルサポーターとして盛り上げた。
6月3日、『Z世代が選ぶ2024年上半期トレンドランキング』をZ総研が発表。「流行ったアイドル部門」において、ME:Iが1位を獲得。また、6月12日には『2024年上半期10代女子が選ぶトレンドランキング』をマイナビティーンズラボが発表。ME:Iが「ヒト部門」で1位に選ばれる。
7月1日、メンバーのTSUZUMI（海老原鼓）が体調不良のため一時的に活動を休止することを発表。
7月11日、メンバーごとの公式キャラクター『ME:EYE's（ミャイズ）』が誕生、さらにメンバーカラーも発表。
7月17日、NTTドコモ「Galaxy Z Flip6」のテレビCMに出演。同CMでは新曲『Hi-Five』がCMソングに起用されており、翌日18日にはTikTokでも『Hi-Five』音源を一部先行公開。
7月24日、ME:Iが結成されるまでの軌跡を収めたBlu-ray BOX & DVD BOX『PRODUCE 101 JAPAN THE GIRLS 番外編 - 夢へのはじまり -』をファンクラブ会員限定商品として発売。
7月27日（現地時間）、アメリカ・ロサンゼルスのCrypto.com Arenaにて行われた『KCON LA 2024 M COUNTDOWN』に出演し、最新シングル『Hi-Five』のタイトル曲『Hi-Five』を韓国語バージョンで初披露。スペシャルステージではTWICEの「SET ME FREE」をカバーした。また、体調不良のため一時的に活動を休止していたメンバーのTSUZUMI（海老原鼓）がこの公演で復帰を果たした。
7月29日、新曲『Hi-Five』をデジタルリリース、ミュージック・ビデオを公開。
7月30日、各メンバーのME:EYE'sのキャラクターネームを発表。
8月3日、メンバーのTSUZUMI（海老原鼓）が適応障害と診断されたことを公表し、長期活動休止することを発表。
8月20日、国内最大級のヘアサロン・リラク&ビューティーサロンの検索・予約サービス「ホットペッパービューティー」のWeb-CMに出演。同CMでは新曲『Hi-Five』がCMソングとして起用された。
8月24日 - 25日、ファンコンサート『2024 ME:ICONIC Hi-SUMMER』をAICHI SKY EXPO Hall Aで3公演開催、計2.5万人を動員した。
8月28日、2ndシングル『Hi-Five』を発売。Billboard JAPAN 総合ソング・チャート『JAPAN HOT 100』にて自身初の1位を獲得。9月10日、日本レコード協会・ゴールドディスク『プラチナ』に認定される。
9月18日、Blu-ray & DVD『2024 ME:I LAUNCHING SHOW ME:ICONIC YOYOGI』をファンクラブ会員限定商品として発売。
9月22日、国営ひたち海浜公園で開催された日本最大の野外ロック・フェスティバル『ROCK IN JAPAN FESTIVAL 2024 in HITACHINAKA』のGRASS STAGEに初出演。ME:Iにとって初の野外フェスの出演となり『Hi-Five』を含めた計10曲を披露した。
9月25日、UHA味覚糖のミルクキャンディ「特濃ミルク8.2」のテレビCMにME:Iの起用が決定。9月28日から全国で放映が開始された。
11月18日、ファイントゥデイのブランド「＋ｔｍｒ（プラストゥモロー）」とのコラボタイアップソングである『Tomorrow』をデジタルリリース。同月21日には、パフォーマンスビデオを公開。
11月21日、ディズニー・アニメーション・スタジオの映画『モアナと伝説の海2』（12月6日公開）の日本版エンドソングアーティストにME:Iの起用が決定。各国で様々なエンドソングアーティストが起用される中、世界で唯一のグループ歌唱となった。同日、『第66回輝く！日本レコード大賞』の新人賞を受賞。同時に、最優秀新人賞候補となる。
11月22日、アジアの音楽授賞式『Mnet Asian Music Awards（MAMA）』に初出演。「FAVORITE NEW ASIAN ARTIST」を受賞した。
11月25日、映画『モアナと伝説の海2』の日本版エンドソング「ビヨンド ～越えてゆこう～」のデジタル配信が開始。
11月26日、通信カラオケDAMが、今年最も歌われた楽曲ランキング『年間カラオケランキング2024』を発表。「今年発売ガールズグループ楽曲 TOP10」において、3位に『Click』、6位に『&ME(ME:I Ver.)』がそれぞれランクイン。2曲以上のランクインはME:Iのみであった。
12月2日、デジタルシングル『Sweetie』をリリース。
12月3日、タワーレコードが今年の売上ランキング『2024ベストセラーズ』を発表。「邦楽シングル TOP20」において、15位に『MIRAI』、18位に『Hi-Five』がランクイン。女性アーティスト・グループのランクインは、ME:Iのみであった。
12月11日 - 12日、ファンコンサート『2024 ME:ICONIC Sweet Holiday』を幕張メッセで計2公演開催、約2.6万人を動員した。
12月24日、日本レコード協会の2024年11月度「ストリーミング認定」において、『Click』がゴールド認定（5000万回再生以上）を受ける。
12月28日、幕張メッセの全ホールで開催された『COUNTDOWN JAPAN24/25』に初出演。12月28日から31日まで4日間開催される年越し大型音楽フェスの初日である28日、EARTH STAGEのトップバッターとして、初のウィンターソング『Sweetie』を含む計10曲を披露した。
12月31日、『第75回NHK紅白歌合戦』（NHK総合）に初出場。トップバッターとして『Click』を披露し、その他、様々な企画にも参加した。

### 2025年
1月27日 - 2月2日、LAPONE所属アーティスト（JO1・INI・ME:I・DXTEEN・IS:SUE）の合同イベント『LAPOSTA 2025 Supported by docomo』を東京ドームと周辺施設の全体をジャックし7日間開催。1月31日 - 2月2日の3日間は、東京ドームで合同ライブを開催した。
2月14日、NTTドコモ「Galaxy S25 Ultra」のテレビCMに出演。同CMで新曲『MUSE』がCMソングに起用されており、翌日15日にはTikTokやYouTube、Instagramでも『MUSE』の音源を一部先行公開。
3月12日、『第39回日本ゴールドディスク大賞』において、邦楽部門の「ベスト5ニュー・アーティスト」を受賞した。
3月17日、新曲『MUSE』をデジタルリリース、ミュージック・ビデオを公開。
3月28日、新曲『Ready Go』がテレビアニメ「ポケットモンスター」（テレビ東京系）の新章『メガボルテージ』（4月11日より放送開始）のエンディングテーマに決定。『Ready Go』はタイアップ曲として書き下ろされ、テレビアニメのタイアップは今回が初となる。また、発売に伴い『MUSE』初回限定アニメ盤の発売も発表される。
3月29日、メンバーのCOCORO（加藤心）が体調不良のため当面活動を休止し治療と休養に専念することを発表。
4月16日、3rdシングル『MUSE』を発売。収録曲「MUSE」と「Ready Go」をタイトルとしたグループ初のダブルタイトルシングルとなる。初週約20万枚を売り上げ、4月28日付の最新「オリコン週間シングルランキング」でデビューシングル「MIRAI」以来の初登場1位を獲得。5月13日、日本レコード協会・ゴールドディスク『プラチナ』に認定される。
7月1日、メンバーのRAN（石井蘭）が精神的疲弊のため一時活動を休止することを発表。
7月17日、NTTドコモ「Galaxy Z Fold 7」のテレビCMに出演。同CMで新曲『THIS IS ME:I』がCMソングに起用されており、『THIS IS ME:I』の音源の一部が初公開された。
7月26日 - 8月31日、ME:I初の全国アリーナツアー『2025 ME:I 1ST ARENA LIVE TOUR "THIS IS ME:I"』が長野・北海道・愛知・神奈川・兵庫・広島の全6都市13公演で開催予定。
7月28日、アルバム『WHO I AM』のタイトル曲である『THIS IS ME:I』をデジタルリリース、ミュージック・ビデオを公開。
8月21日、冠番組『ME:ISM』（Lemino）が配信開始予定。
9月3日、2年目にして初のリリースアルバムとなる1stアルバム『WHO I AM』を発売予定。

## ディスコグラフィ

### シングル

#### CDシングル
|     | 発売日        | タイトル | Billboard 初動 | オリコン初動 | 最高位 | 形態                         | 規格品番               | RIAJ認定     | 収録アルバム |
| --- | ------------- | -------- | -------------- | ------------ | ------ | ---------------------------- | ---------------------- | ------------ | ------------ |
| 1st | 2024年4月17日 | MIRAI    | 263,399枚      | 232,688枚    | 1位    | 初回限定盤A（CD+DVD）        | YRCS-90246             | プラチナ(CD) | WHO I AM     |
| 1st | 2024年4月17日 | MIRAI    | 263,399枚      | 232,688枚    | 1位    | 初回限定盤B（CD+DVD）        | YRCS-90247             | プラチナ(CD) | WHO I AM     |
| 1st | 2024年4月17日 | MIRAI    | 263,399枚      | 232,688枚    | 1位    | 通常盤(CD)                   | YRCS-90248             | プラチナ(CD) | WHO I AM     |
| 1st | 2024年4月17日 | MIRAI    | 263,399枚      | 232,688枚    | 1位    | FC限定盤（ソロ盤、CD全11種） | YRCF-90010〜90020      | プラチナ(CD) | WHO I AM     |
| 2nd | 2024年8月28日 | Hi-Five  | 263,322枚      | 249,433枚    | 2位    | 初回限定盤A（CD+DVD）        | YRCS-90252             | プラチナ(CD) | WHO I AM     |
| 2nd | 2024年8月28日 | Hi-Five  | 263,322枚      | 249,433枚    | 2位    | 初回限定盤B（CD+DVD）        | YRCS-90253             | プラチナ(CD) | WHO I AM     |
| 2nd | 2024年8月28日 | Hi-Five  | 263,322枚      | 249,433枚    | 2位    | 通常盤（CD）                 | YRCS-90254             | プラチナ(CD) | WHO I AM     |
| 2nd | 2024年8月28日 | Hi-Five  | 263,322枚      | 249,433枚    | 2位    | FC限定盤（ソロ盤、CD全11種） | YRCF-90021〜YRCF-90031 | プラチナ(CD) | WHO I AM     |
| 3rd | 2025年4月16日 | MUSE     | 234,404枚      | 198,730枚    | 1位    | 初回限定盤A（CD+DVD）        | YRCS-90262             | プラチナ(CD) | WHO I AM     |
| 3rd | 2025年4月16日 | MUSE     | 234,404枚      | 198,730枚    | 1位    | 初回限定盤B（CD+PHOTO BOOK） | YRCS-90263             | プラチナ(CD) | WHO I AM     |
| 3rd | 2025年4月16日 | MUSE     | 234,404枚      | 198,730枚    | 1位    | 通常盤（CD）                 | YRCS-90264             | プラチナ(CD) | WHO I AM     |
| 3rd | 2025年4月16日 | MUSE     | 234,404枚      | 198,730枚    | 1位    | 初回限定アニメ盤（CD）       | YRCS-90265             | プラチナ(CD) | WHO I AM     |
| 3rd | 2025年4月16日 | MUSE     | 234,404枚      | 198,730枚    | 1位    | FC限定盤（ソロ盤、CD全10種） | YRCF-90032〜YRCF-90041 | プラチナ(CD) | WHO I AM     |

#### 配信限定シングル
|     | 配信日         | タイトル                                                              | 形態                   | 収録アルバム                                       | 備考                    |
| --- | -------------- | --------------------------------------------------------------------- | ---------------------- | -------------------------------------------------- | ----------------------- |
| -   | 2024年11月25日 | ビヨンド ～越えてゆこう～ （『モアナと伝説の海2』日本版エンドソング） | デジタル・ダウンロード | モアナと伝説の海2 （オリジナル・サウンドトラック） | [ 106 ] [ 108 ] [ 139 ] |
| 1st | 2024年12月2日  | Sweetie                                                               | デジタル・ダウンロード | WHO I AM                                           | [ 140 ] [ 108 ]         |

#### プロモーションシングル
| 発売年 | タイトル     | 最高順位   | 認定         | 収録アルバム   |
| 発売年 | タイトル     | JPN Hot100 | 認定         | 収録アルバム   |
| ------ | ------------ | ---------- | ------------ | -------------- |
| 2024年 | Click        | 2位        | ゴールド(ST) | WHO I AM       |
| 2024年 | Sugar Bomb   | 79位       | 未公表       | アルバム未収録 |
| 2024年 | Hi-Five      | 1位        | 未公表       | WHO I AM       |
| 2025年 | MUSE         | 2位        | 未公表       | WHO I AM       |
| 2025年 | THIS IS ME:I | 未公表     | 未公表       | WHO I AM       |

### アルバム

#### オリジナルアルバム
|     | 発売日       | タイトル | 最高位 | 形態                        | 規格品番               | RIAJ認定 |
| --- | ------------ | -------- | ------ | --------------------------- | ---------------------- | -------- |
| 1st | 2025年9月3日 | WHO I AM | TBA    | 初回限定盤A（CD+DVD）       | YRCS-95130             | TBA      |
| 1st | 2025年9月3日 | WHO I AM | TBA    | 初回限定盤B（CD+DVD）       | YRCS-95131             | TBA      |
| 1st | 2025年9月3日 | WHO I AM | TBA    | 通常盤（CD）                | YRCS-95132             | TBA      |
| 1st | 2025年9月3日 | WHO I AM | TBA    | FC限定盤（ソロ盤、CD全9種） | YRCF-91023〜YRCF-91031 | TBA      |

### 映像作品
| 発売日        | タイトル                                              | 形態        | 規格品番          | オリコン 最高順位 | 備考       |
| ------------- | ----------------------------------------------------- | ----------- | ----------------- | ----------------- | ---------- |
| 2024年7月24日 | PRODUCE 101 JAPAN THE GIRLS 番外編 - 夢へのはじまり - | Blu-ray-BOX | YRXF-93037〜93047 | －                | FC限定販売 |
| 2024年7月24日 | PRODUCE 101 JAPAN THE GIRLS 番外編 - 夢へのはじまり - | DVD-BOX     | YRBF-93050〜93060 | －                | FC限定販売 |
| 2024年9月18日 | 2024 ME:I LAUNCHING SHOW ME:ICONIC YOYOGI             | Blu-ray     | YRXF-93051        | －                | FC限定販売 |
| 2024年9月18日 | 2024 ME:I LAUNCHING SHOW ME:ICONIC YOYOGI             | DVD         | YRBF-93063        | －                | FC限定販売 |
| 2025年8月13日 | LAPOSTA 2025                                          | Blu-ray     | YRXF-93053        | －                | FC限定販売 |
| 2025年8月13日 | LAPOSTA 2025                                          | DVD         | YRBF-93067～93068 | －                | FC限定販売 |

### ミュージックビデオ
| 年     | 作品名   | MV             | 特別版 |
| ------ | -------- | -------------- | --- |
| 2024年 | MIRAI    | - Click        | - Click - Dance Practice Video - &ME (ME:I Ver.) - Rehearsal Video - CHOPPY CHOPPY (ME:I Ver.) - Dance Practice ~ Stage Ver. |
| 2024年 | Hi-Five  | - Hi-Five      | - Hi-Five - Performance Video - Dance Practice Video @Playground LA - Part Switch Challenge - Cookie Party - Dance Practice Video (Moving Ver.) - Our Diary - Track Video - 想像以上 (ME:I Ver.) - LIVE Performance (Rock Arrange Ver.) @ COUNTDOWN JAPAN 24/25 |
| 2024年 | Sweetie  |                | - Sweetie - Track Video - Dance Practice Video - LIVE Performance @ 2024 ME:ICONIC Sweet Holiday - Part Switch Challenge - Tomorrow - Performance Video |
| 2025年 | MUSE     | - MUSE         | - MUSE - Dance Practice Video - Performance Video - Ready Go - Performance Video - Million Stars - Performance Video |
| 2025年 | WHO I AM | - THIS IS ME:I | - THIS IS ME:I - Performance Video - Dance Practice Video |

### 未音源化曲
| タイトル                                      | 備考 |
| --------------------------------------------- | --- |
| LEAP HIGH! 〜明日へ、めいっぱい〜 (ME:I Ver.) | 「LEAP HIGH! 〜明日へ、めいっぱい〜」のME:Iバージョン。 『第38回マイナビ東京ガールズコレクション2024 SPRING/SUMMER』にて初披露された。 |
| FLY UP SO HIGH (ME:I Ver.)                    | 「FLY UP SO HIGH」のME:Iバージョン。 『2024 ME:I LAUNCHING SHOW ME:ICONIC』初日公演にて初披露された。                                  |
| Click (KOR Ver.)                              | 「Click」の韓国語バージョン。 『M COUNTDOWN』（2024年4月11日放送）にて初披露された。                                                   |
| TOXIC (ME:I Ver.)                             | 「TOXIC」のME:Iバージョン。 『2024 ME:I LAUNCHING SHOW ME:ICONIC』最終公演にて初披露された。                                           |
| LEAP HIGH! 〜明日へ、めいっぱい〜 (KOR Ver.)  | 「LEAP HIGH! 〜明日へ、めいっぱい〜」の韓国語バージョン。 『KCON JAPAN 2024』3日目にて初披露された。                                   |
| Hi-Five (KOR Ver.)                            | 「Hi-Five」の韓国語バージョン。 『KCON LA 2024』2日目にて初披露された。                                                                |
| MUSE (KOR Ver.)                               | 「MUSE」の韓国語バージョン。 『M COUNTDOWN』(2025年4月24日放送)にて初披露された。                                                      |

## タイアップ
| 起用年 | 楽曲                      | タイアップ |
| ------ | ------------------------- | --- |
| 2024年 | Click                     | NTTドコモ 「Galaxy S24 Ultra」 『Galaxy AI with ME:I』篇 TVCMソング                                               |
| 2024年 | Hi-Five                   | NTTドコモ 「Galaxy Z Flip 6」 『Galaxy Z Flip6 with ME:I』篇 TVCMソング                                           |
| 2024年 | Hi-Five                   | リクルートホールディングス ライフスタイル 「ホットペッパービューティー」 『UPDATE! NEW:ME』篇 Web-CMソング        |
| 2024年 | Tomorrow                  | ファイントゥデイ 「＋ｔｍｒ（プラストゥモロー）」 『＋ｔｍｒ with ME:I』コンセプトムービー オリジナルコラボソング |
| 2024年 | ビヨンド ～越えてゆこう～ | ディズニー・アニメーション・スタジオ 映画『モアナと伝説の海2』日本版エンドソング                                  |
| 2025年 | MUSE                      | NTTドコモ 「Galaxy S25 Ultra」 『ME:I inc.』篇 TVCMソング                                                         |
| 2025年 | Affogato                  | UHA味覚糖 「特濃ミルク8.2」 『拝啓、特濃な私たちへ』篇 TVCMソング                                                 |
| 2025年 | Ready Go                  | テレビアニメ「ポケットモンスター」（テレビ東京系） 『メガボルテージ』編 エンディングテーマ                        |
| 2025年 | THIS IS ME:I              | NTTドコモ 「Galaxy Z Fold 7」 『ひらこう。ワクワクMAXな未来を。』篇 TVCMソング                                    |

## 出演

### 音楽特番
- CDTVライブ!ライブ!（TBS）
  - CDTVライブ！ライブ！4時間半SP（2024年4月1日）[149]
  - CDTVライブ！ライブ！夏フェスSP（2024年8月19日）[150]
  - CDTVライブ！ライブ！5周年music power. 4時間SP（2025年4月7日）[151]
- ミュージックステーション （テレビ朝日）
  - ミュージックステーション 2時間SP（2024年4月12日）[152]
  - ミュージックステーション 2時間SP（2025年4月11日）[153]
- M-ON! SPECIAL『ME:I』DEBUT→MIRAI（2024年4月21日、MUSIC ON! TV）[154]
- 君の声が聴きたい presents「ライブ・エール2024」（2024年5月4日、NHK総合）[155]
- テレ東音楽祭（テレビ東京系列）
  - テレ東ミュージックフェス2024夏〜昭和の常識は…令和の非常識!ヤバい昭和の超名曲 vs 令和ヒット曲100連発〜（2024年6月26日）[156]
  - テレ東音楽祭2025〜夏〜（2025年7月9日）[157]
- FNSうたの夏まつり（フジテレビ系列）
  - 2024 FNS歌謡祭 夏（2024年7月3日）[158]
  - 2025 FNS歌謡祭 夏（2025年7月2日）[159]
- 音楽の日（TBS）
  - 音楽の日2024（2024年7月13日）[160]
  - 音楽の日2025（2025年7月19日）[161]
- NHK MUSIC EXPO 2024（2024年8月22日、NHK総合）[162]
- ベストヒット歌謡祭2024（2024年11月14日、読売テレビ・日本テレビ系）[163]
- クリスマス音楽祭（TBS）
  - CDTVライブ!ライブ! クリスマス4時間半スペシャル2024（2024年12月16日）[164]
- 第16回 明石家紅白!（2024年12月23日、NHK総合）[165]
- ミュージックステーションスーパーライブ（テレビ朝日）
  - ミュージックステーション スーパーライブ2024（2024年12月27日）[166]
- 第66回輝く！日本レコード大賞（2024年12月30日、TBS）- 新人賞「Click」[167]
- CDTVライブ！ライブ！年越しスペシャル！2024→2025（2024年12月31日 - 2025年1月1日、TBS）[168]
- 有吉ミュージックフェス（2025年3月20日、テレビ東京）[169]
- THE MUSIC DAY 2025 わたしの歌（2025年7月5日、日本テレビ系）[170]

### NHK紅白歌合戦出場歴
| 年度   | 放送回 | 回数 | 曲目  | 出演順 | 対戦相手       | 備考                                          |
| ------ | ------ | ---- | ----- | ------ | -------------- | --------------------------------------------- |
| 2024年 | 第75回 | 初   | Click | 01/21  | こっちのけんと | 先攻トップバッター コーナー出演者としても歌唱 |

- 注意点
  - 出演順は「出演順/出場者数」で表す。

### 配信番組
- 『PRODUCE 101 JAPAN THE GIRLS』祝!デビュー組決定!緊急生配信SP（2023年12月16日、Lemino）
- 木村カエラと行く!日プガールズ思い出巡り in 韓国（2024年2月28日、Lemino）[173]
- ME:Iの夢みたい!（2024年3月7日 - 4月11日、Lemino） - 全6回配信[注 16][62]
- ABOUT ME:I（2024年3月19日、Lemino）[174]
- ME:I徹底分析 生配信でぶちかますぞSP（2024年3月31日、Lemino）[175]
- ME:Iのワンカット撮影にチャレンジ!（2024年9月5日、Lemino）[176]
- ME:INTERN！（2024年10月24日 - 2025年1月2日、Lemino） - 全6回配信[177]
- ME:ISM（2025年8月21日 - 、Lemino） - 全6回予定[131]

### ラジオ
- ME:Iのレコメン!Click（2024年4月15日 - 18日、文化放送）[75] - 初の冠ラジオ番組。全4回。甲斐彩加 (文化放送アナウンサー) がMCとして出演し、メンバーは日替わりで数名ずつ出演。
- ALL The Feels (NACK5)
  - （2024年4月29日 - 5月2日）[178] - 週替わりセレクター、AYANE・RAN・MIU。全4回。
  - （2024年8月26日 - 8月29日）[179] - 週替わりセレクター、COCORO・MOMONA・KEIKO。全4回。
  - （2025年4月14日 - 4月17日）[180] - 週替わりセレクター、SHIZUKU・RINON・SUZU。全4回。
- 君声ラジオ（2024年5月4日、NHK-FM）[181] - COCORO・MOMONA・RAN

### Web媒体
- モデルプレス オリジナル企画「今月のカバーモデル」（2024年3月8日）[182]
- Spotify プレイリスト「ティーンカルチャー」カバーアーティスト（2024年12月）[183]
- Spotify プレイリスト「Best of Dance Pop Japan 2024」カバーアーティスト（2024年12月）[184]

## 広報
CM・広告
- NTTドコモ
  - Galaxy S24 Ultra『Galaxy AI with ME:I』篇（2024年）[73]
  - Galaxy Z Flip 6『Galaxy Z Flip6 with ME:I』篇（2024年）[87]
  - Galaxy S25 Ultra 『ME:I inc.』篇（2025年）[118][147]
  - Galaxy Z Fold 7『ひらこう。ワクワクMAXな未来を。』篇（2025年）[128]
- GU
  - 『GU meets ME:I』（2024年）[185]
- 日本テレビ
  - 「Good For the Planet ウィーク（#グップラ）」（2024年、2025年） ※グップラデジタルサポーターに就任[81][186]
- リクルートホールディングス ライフスタイル
  - ホットペッパービューティー
    - 『UPDATE! NEW:ME』篇『うちら』篇『ひょっこり』篇『語ってる?』篇『ストップ!』篇（2024年）[92]
- フィッツコーポレーション
  - ボディファンタジー（2024年） ※ブランドアンバサダーに就任[187]
- UHA味覚糖
  - 特濃ミルク8.2（2024年 - ）
    - 『特濃ワンダーランド　特濃ミルク』篇、『特濃ワンダーランド　濃香いちご』篇、『特濃ワンダーランド　塩ミルク』篇（2024年 - 2025年）[188]
    - 『拝啓、特濃な私たちへ　特濃ミルク』篇、『拝啓、特濃な私たちへ　塩ミルク』篇、『拝啓、特濃な私たちへ　もも』篇（2025年）[148]

コラボレーション
- 富士フイルム
  - INSTAX＜チェキ＞
    - INSTAX"チェキ"×ME:I スペシャルコラボ ※2024 ME:I LAUNCHING SHOW ME:ICONIC コラボブース（2024年3月27日・28日、4月13日・14日）[189][190]
    - instax™“チェキ” × ME:I スペシャルコラボ ※2024 ME:ICONIC Hi-SUMMER コラボブース（2024年8月24日・25日）[191]
    - instax Pal™ × ME:I コラボ ※全国の家電量販店、雑貨店にて什器やPOPの展開（2024年）[192]
- タワーレコード
  - ME:I デビュー応援プロジェクト『ME:I _はじめまし展』（2024年4月16日 - 5月26日）[193]
- UNIVERSAL MUSIC STORE HARAJUKU
  - ME:I POP-UP STORE “ME:EYE’s HOUSE”（2024年4月17日 - 5月6日）[194]
- ルミネエスト新宿
  - 「ME:I × LUMINE EST SHINJUKU SPECIAL DEBUT CAMPAIGN」（2024年4月27日 - 5月15日）[195]
- タワーレコードカフェ
  - 「ME:I × TOWER RECORDS CAFE」※「Hi-Five」リリース記念（2024年8月1日 - 8月25日）[196]
- ファイントゥデイ
  - ＋ｔｍｒ（プラストゥモロー）
    - ＋ｔｍｒ with ME:I オリジナルコラボムービー（2024年11月15日）[140]
    - ＋ｔｍｒ with ME:I コラボデザインボトル（2024年12月4日発売）※数量限定[197]
    - コラボデザインボトル発売記念・POP-UPイベント「tmr playland（トゥモロープレイランド）」（2024年12月18日 - 12月22日、場所：Rand表参道）[198]
- UHA味覚糖
  - 特濃ミルク8.2
    - ME:I×特濃ミルク8.2「あなたはどっち派のミルク？」
      - 『あなたはどっち派のミルク～ライブ後に食べたいのは？』篇、『あなたはどっち派のミルク～ほっと一息つきたいときは？』篇、『あなたはどっち派のミルク～ファンにおすすめしたいのは？』篇（2025年）[199]

  - 特恋ミルク8.2（2025年1月13日発売）- ME:I メンバー直筆オリジナルメッセージつきME:EYE‘sカードランダム1枚入り（全11種類） ※期間限定・数量限定商品[199][200]
- ブランチパーク
  - 「ME:I × BRUNCH PARK　コラボレーションカフェ」（2025年4月14日 - 5月11日）[201]

## 公演

### コンサート
| 年     | 公演名                                       | 日程                 | 都市   | 会場                                 | 備考              |
| ------ | -------------------------------------------- | -------------------- | ------ | ------------------------------------ | ----------------- |
| 2024年 | 2024 ME:I LAUNCHING SHOW ME:ICONIC           | 03月27日・28日       | 東京   | 東京ガーデンシアター                 | [ 69 ]            |
| 2024年 | 2024 ME:I LAUNCHING SHOW ME:ICONIC           | 03月30日・31日       | 大阪   | おおきにアリーナ舞洲                 | [ 69 ]            |
| 2024年 | 2024 ME:I LAUNCHING SHOW ME:ICONIC           | 04月13日・14日       | 東京   | 国立代々木競技場第一体育館 ※追加公演 | [ 71 ]            |
| 2024年 | 2024 ME:ICONIC Hi-SUMMER                     | 08月24日・25日       | 愛知   | AICHI SKY EXPO Hall A                | [ 94 ] [ 注 20 ]  |
| 2024年 | 2024 ME:ICONIC Sweet Holiday                 | 12月11日・12日       | 千葉   | 幕張メッセ国際展示場9-10ホール       | [ 110 ] [ 注 20 ] |
| 2025年 | 2025 ME:I 1ST ARENA LIVE TOUR "THIS IS ME:I" | 07月26日・27日       | 長野   | 長野ビッグハット                     | [ 129 ]           |
| 2025年 | 2025 ME:I 1ST ARENA LIVE TOUR "THIS IS ME:I" | 08月2日・3日         | 北海道 | 真駒内セキスイハイムアイスアリーナ   | [ 129 ]           |
| 2025年 | 2025 ME:I 1ST ARENA LIVE TOUR "THIS IS ME:I" | 08月10日・11日       | 愛知   | ポートメッセなごや第1展示館          | [ 129 ]           |
| 2025年 | 2025 ME:I 1ST ARENA LIVE TOUR "THIS IS ME:I" | 08月16日・17日       | 神奈川 | Kアリーナ横浜                        | [ 129 ]           |
| 2025年 | 2025 ME:I 1ST ARENA LIVE TOUR "THIS IS ME:I" | 08月21日・22日・23日 | 兵庫   | GLION ARENA KOBE                     | [ 129 ]           |
| 2025年 | 2025 ME:I 1ST ARENA LIVE TOUR "THIS IS ME:I" | 08月30日・31日       | 広島   | 広島グリーンアリーナ                 | [ 129 ]           |

### ファンミーティング
| 年     | 公演名                           | 日程     | 都市 | 会場                 | 備考              |
| ------ | -------------------------------- | -------- | ---- | -------------------- | ----------------- |
| 2025年 | ME:I FAN MEETING in LAPOSTA 2025 | 01月27日 | 東京 | TOKYO DOME CITY HALL | [ 202 ] [ 注 23 ] |

### ショーケース
| 年     | 公演名                                 | 日程     | 会場                        | 備考              |
| ------ | -------------------------------------- | -------- | --------------------------- | ----------------- |
| 2024年 | 『MIRAI』PREMIUM EVENT                 | 04月16日 | 東京都 六本木ヒルズアリーナ | [ 203 ]           |
| 2024年 | “Hi-Five” RELEASE SHOW CASE            | 08月27日 | 関東近郊                    | [ 204 ] [ 注 23 ] |
| 2025年 | ME:I“デビュー日記念スペシャルイベント” | 04月17日 | 関東近郊                    | [ 205 ] [ 注 24 ] |
| 2025年 | 3RD SINGLE『MUSE』リリース記念SHOWCASE | 04月17日 | 関東近郊                    | [ 206 ] [ 注 24 ] |

### その他
| 年     | 公演名 | 日程     | 会場                                                    | 備考              |
| ------ | --- | -------- | ------------------------------------------------------- | ----------------- |
| 2024年 | 第38回 マイナビ 東京ガールズコレクション 2024 SPRING/SUMMER                                                                        | 03月02日 | 東京 国立代々木競技場第一体育館                         | [ 61 ]            |
| 2024年 | Rakuten GirlsAward 2024 SPRING／SUMMER                                                                                             | 05月03日 | 東京 国立代々木競技場第一体育館                         | [ 207 ]           |
| 2024年 | KCON JAPAN 2024 | 05月11日 | 千葉 幕張メッセ                                         | [ 208 ] [ 80 ]    |
| 2024年 | KCON JAPAN 2024 | 05月12日 | 千葉 ZOZOマリンスタジアム                               | [ 208 ] [ 80 ]    |
| 2024年 | BEAT AX Vol.4 | 06月28日 | 千葉 幕張メッセ                                         | [ 209 ] [ 注 25 ] |
| 2024年 | BEAT AX Vol.4 | 06月29日 | 千葉 幕張メッセ                                         | [ 210 ] [ 注 25 ] |
| 2024年 | KCON LA 2024 | 07月27日 | ロサンゼルス Crypto.com Arena                           | [ 90 ]            |
| 2024年 | KCON LA 2024 | 07月28日 | ロサンゼルス LA Convention Center GILBERT LINDSAY PLAZA | [ 90 ]            |
| 2024年 | Jリーグインターナショナルシリーズ2024 powered by docomo 横浜F・マリノス vs. ニューカッスル ユナイテッド オープニングパフォーマンス | 08月03日 | 東京 国立競技場                                         | [ 211 ] [ 注 23 ] |
| 2024年 | ROCK IN JAPAN FESTIVAL 2024 in HITACHINAKA                                                                                         | 09月22日 | 茨城 国営ひたち海浜公園                                 | [ 212 ] [ 注 23 ] |
| 2024年 | SBS INKIGAYO LIVE in TOKYO | 10月12日 | 埼玉 さいたまスーパーアリーナ                           | [ 213 ] [ 注 23 ] |
| 2024年 | MIZUHO BLUE DREAM MATCH 2024 なでしこジャパン（日本女子代表） vs 韓国女子代表                                                      | 10月26日 | 東京 国立競技場                                         | [ 214 ] [ 注 23 ] |
| 2024年 | 2024 MAMA AWARDS （Mnet Asian Music Awards 2024）                                                                                  | 11月22日 | 大阪 京セラドーム大阪                                   | [ 105 ] [ 注 23 ] |
| 2024年 | 映画「モアナと伝説の海2」公開記念舞台挨拶                                                                                          | 12月19日 | 東京 TOHOシネマズ 六本木ヒルズ                          | [ 215 ] [ 注 23 ] |
| 2024年 | rockin'on presents COUNTDOWN JAPAN 24/25                                                                                           | 12月28日 | 千葉 幕張メッセ 国際展示場1～11ホール                   | [ 113 ] [ 注 23 ] |
| 2025年 | LAPOSTA 2025 Supported by docomo                                                                                                   | 01月31日 | 東京 東京ドーム                                         | [ 216 ] [ 注 26 ] |
| 2025年 | LAPOSTA 2025 Supported by docomo                                                                                                   | 02月01日 | 東京 東京ドーム                                         | [ 216 ] [ 注 26 ] |
| 2025年 | LAPOSTA 2025 Supported by docomo                                                                                                   | 02月02日 | 東京 東京ドーム                                         | [ 216 ] [ 注 26 ] |
| 2025年 | 第40回 マイナビ 東京ガールズコレクション 2025 SPRING/SUMMER                                                                        | 03月01日 | 東京 国立代々木競技場第一体育館                         | [ 217 ] [ 注 23 ] |
| 2025年 | MTV VMAJ Pre-Show | 03月19日 | 神奈川 ぴあアリーナMM                                   | [ 218 ] [ 注 27 ] |
| 2025年 | MTV VMAJ （第23回 MTV Video Music Awards Japan）                                                                                   | 03月19日 | 神奈川 Kアリーナ横浜                                    | [ 219 ] [ 注 27 ] |
| 2025年 | MAIZURU PLAYBACK FES. 2025 | 04月20日 | 京都 MAIZURU P.B. Harbor Park                           | [ 220 ] [ 注 24 ] |
| 2025年 | JAPAN JAM 2025 | 05月05日 | 千葉 千葉市蘇我スポーツ公園                             | [ 221 ] [ 注 24 ] |
| 2025年 | KCON JAPAN 2025 | 05月10日 | 千葉 幕張メッセ                                         | [ 222 ] [ 注 24 ] |
| 2025年 | KCON JAPAN 2025 | 05月11日 | 千葉 幕張メッセ                                         | [ 222 ] [ 注 24 ] |
| 2025年 | EXPO2025 大阪・関西万博 大韓民国ナショナルデー Mコンサート                                                                         | 05月13日 | 大阪 万博記念公園 EXPOアリーナ「Matsuri」               | [ 223 ] [ 注 24 ] |
| 2025年 | ながおか米百俵フェス 〜花火と食と音楽と〜 2025                                                                                     | 05月24日 | 新潟 国営越後丘陵公園                                   | [ 224 ] [ 注 24 ] |
| 2025年 | GMOシブヤエンタメ祭 『JAME POP LIVE』                                                                                              | 06月01日 | 東京 LINE CUBE SHIBUYA                                  | [ 225 ] [ 注 24 ] |
| 2025年 | 第41回 マイナビ 東京ガールズコレクション 2025 AUTUMN/WINTER                                                                        | 09月06日 | 埼玉 さいたまスーパーアリーナ                           | [ 226 ]           |
| 2025年 | ROCK IN JAPAN FESTIVAL 2025 | 09月13日 | 千葉 千葉市蘇我スポーツ公園                             | [ 227 ]           |
| 2025年 | 大阪・関西万博「Lemino MUSIC FES」 LAPONE DAY in EXPO                                                                              | 10月05日 | 大阪 万博記念公園 EXPOアリーナ「Matsuri」               | [ 228 ]           |
| 2025年 | Rakuten GirlsAward 2025 AUTUMN／WINTER                                                                                             | 10月18日 | 千葉 幕張メッセ 国際展示場9〜11ホール                   | [ 229 ]           |

## 受賞歴

### 受賞
| 年     | 受賞式                                            | 賞                                                                             | 出典    |
| ------ | ------------------------------------------------- | ------------------------------------------------------------------------------ | ------- |
| 2024年 | 第1回 2024 KOREA GRAND MUSIC AWARDS               | Kpop Global Rookies（K-POP海外ルーキー賞）                                     | [ 230 ] |
| 2024年 | 第66回輝く！日本レコード大賞                      | 新人賞                                                                         | [ 104 ] |
| 2024年 | 2024 MAMA AWARDS （Mnet Asian Music Awards 2024） | Favorite New Asian Artist                                                      | [ 231 ] |
| 2025年 | MTV VMAJ （第23回 MTV Video Music Awards Japan）  | Best New Artist Video -Japan- （最優秀邦楽新人アーティストビデオ賞） 『Click』 | [ 219 ] |
| 2025年 | 第39回日本ゴールドディスク大賞                    | ベスト5ニュー・アーティスト （邦楽部門）                                       | [ 120 ] |

### その他
| 年     | 賞                                                                      | 部門                                                            | 出典    |
| ------ | ----------------------------------------------------------------------- | --------------------------------------------------------------- | ------- |
| 2024年 | Z総研2024年上半期トレンドランキング                                     | Z世代が選ぶトレンドランキング 「流行ったアイドル部門」第1位     | [ 82 ]  |
| 2024年 | 2024年上半期10代女子が選ぶトレンドランキング （マイナビティーンズラボ） | 「ヒト部門」1位                                                 | [ 83 ]  |
| 2024年 | DAM 年間カラオケランキング2024                                          | 「今年発売ガールズグループ楽曲」 3位：Click 6位：&ME(ME:I Ver.) | [ 107 ] |
| 2024年 | LINE MUSIC 年間ランキング2024                                           | トレンドアワード「Click / ME:I」                                | [ 232 ] |
| 2024年 | タワーレコード 2024ベストセラーズ                                       | 「邦楽シングル TOP20」 15位：MIRAI 18位：Hi-Five                | [ 109 ] |
| 2024年 | Yahoo!検索大賞2024                                                      | 「ミュージシャン部門」 5位                                      | [ 233 ] |
| 2024年 | Year on TikTok 2024                                                     | 「Top 10 Artists Japan」4位                                     | [ 234 ] |
| 2024年 | 第66回輝く！日本レコード大賞                                            | 「レコ大SNS大賞」 グランプリ                                    | [ 235 ] |